# USS Macon (ZRS-5)
Die ZRS-5 USS Macon war ein 239 m langes Starrluftschiff, das der US-Marine von 1933 bis 1935 als fliegender Flugzeugträger diente und seinerzeit das größte Luftschiff der Welt war. Im Rumpf des Starrluftschiffes war ein Hangar untergebracht,  aus dem die Flugzeuge unter den Rumpf abgelassen werden konnten, um zu starten. Für die Landung war oben an den Flugzeugen ein Fanghaken angebracht, mit dem der Pilot die Maschine in ein Trapez unter dem Rumpf einklinken konnte. Anschließend wurde das Flugzeug in den Rumpf gezogen und verstaut. Die Macon, das verbesserte Schwesterschiff der ZRS-4 USS Akron, war vor allem als Fernaufklärer über dem Wasser konstruiert, wurde jedoch auch über Land eingesetzt. Die Flugzeuge dienten als Späher und sollten auch für den Schutz des Luftschiffs sorgen.

## Geschichte

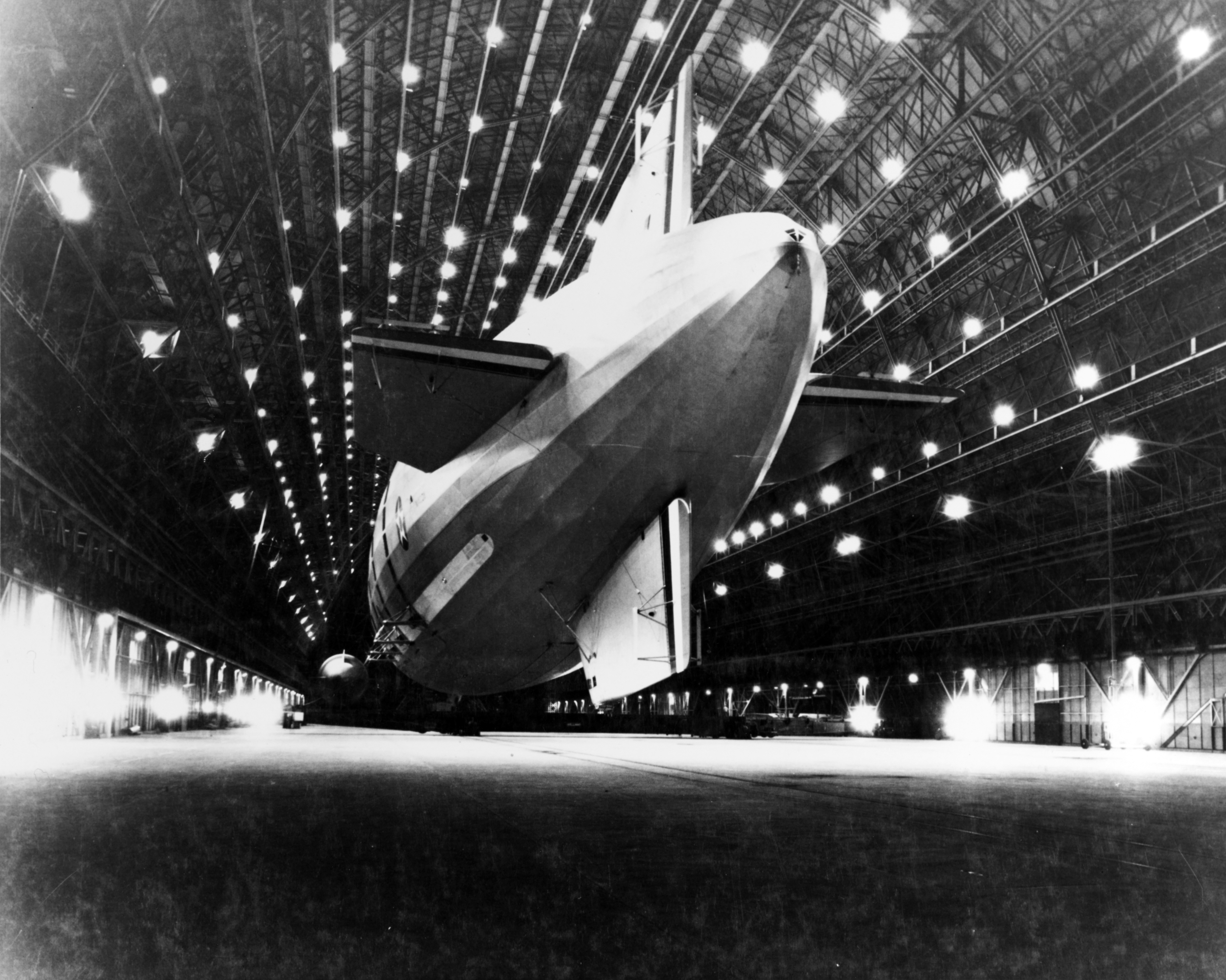
Die USS Macon (ZRS-5) im Hangar One von Moffett Field, 1933

Das Luftschiff wurde von der Goodyear-Zeppelin Corporation entwickelt, einem Gemeinschaftsunternehmen der deutschen Luftschiffbau Zeppelin GmbH und der Goodyear Tire & Rubber Company.
Das Luftschiff wurde am 11. März 1933 von Jeanette Whitton Moffett (Ehefrau des Konteradmirals William A. Moffett) getauft und startete einen Monat später am 21. April, kurz nach dem tragischen Absturz der USS Akron, zu seiner Jungfernfahrt. Dabei waren 105 Personen an Bord. Die Macon wurde am 23. Juni 1933 unter dem Kommando von Commander Alger H. Dresel in Lakehurst, New Jersey, in Dienst gestellt und kurze Zeit später nach Lakehurst überführt.

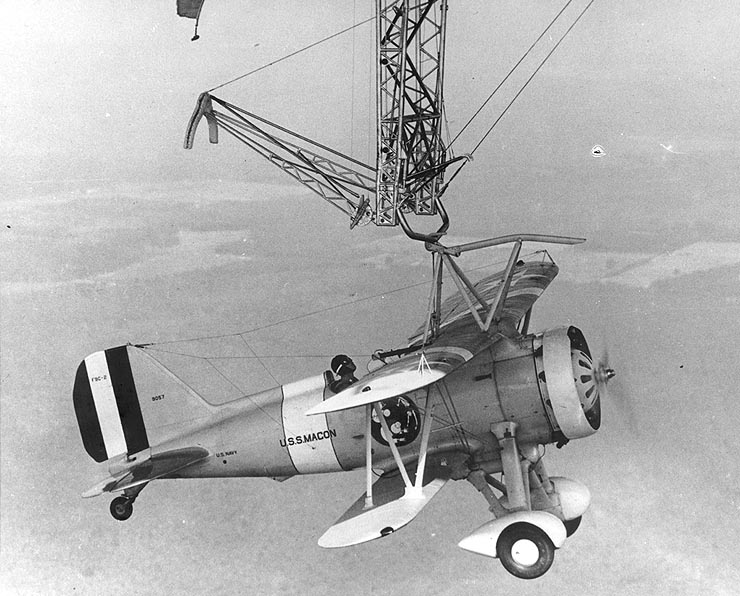
Sparrowhawk, angekoppelt an USS Macon

Im Juli 1933 starteten zum ersten Mal Sparrowhawks ohne Fahrwerk von der Macon und kehrten danach zu ihr zurück. Dieses Verfahren wurde danach zum Standard. Außerdem wurde das Rettungssystem für notgewasserte Piloten getestet: Ein einfaches Floß und ein Bootsmannstuhl an einem Seil aus der Hangaröffnung heraus. Auf späteren Fahrten wurde auch ein Spähkorb getestet.
Ab 15. Oktober 1933 stand sie in Moffett Field zu Ausbildungszwecken im Dienst, bevor sie im April 1934 nach Florida verlegt wurde. Während der Überführung musste über den Bergen von Arizona Ballast und Benzin abgeworfen werden und es kam zu Heliumverlusten. Außerdem wurde die Trägerstruktur im Heck überlastet, was zu Trägerdeformationen und -brüchen speziell an den Leitwerken führte, die teilweise während der Fahrt notdürftig repariert und verstärkt wurden. Nach der Reparatur in Florida wurde eine Verstärkung der betroffenen Stellen am Leitwerk beschlossen, aber nie vollständig umgesetzt.
Im Mai 1934 wurde das in der Karibik stattfindende Flottenmanöver „Fleet Problem XV“ beobachtet. Mitte Mai kehrte das Schiff zurück nach Kalifornien. Im Juli 1934 unternahm sie einen Aufklärungseinsatz vor Hawaii, bei dem sie den Kreuzer USS Houston beobachtete, an Bord dessen sich Franklin D. Roosevelt befand, der von Panama nach Hawaii unterwegs war. Dieser zeigte sich sehr erstaunt, als 2600 km von der Küste entfernt Flugzeuge auftauchten und aktuelle Zeitungen abwarfen und anschließend die USS Macon erschien, um die Flugzeuge wieder aufzunehmen.
Am 8. Dezember 1934 wurde ein Manöver abgebrochen, nachdem die beiden Bordflugzeuge der USS Cincinnati vermisst wurden. Die Macon fand die gewasserten Flugzeuge und blieb über ihnen, bis Schiffe eintrafen.

## Verlust

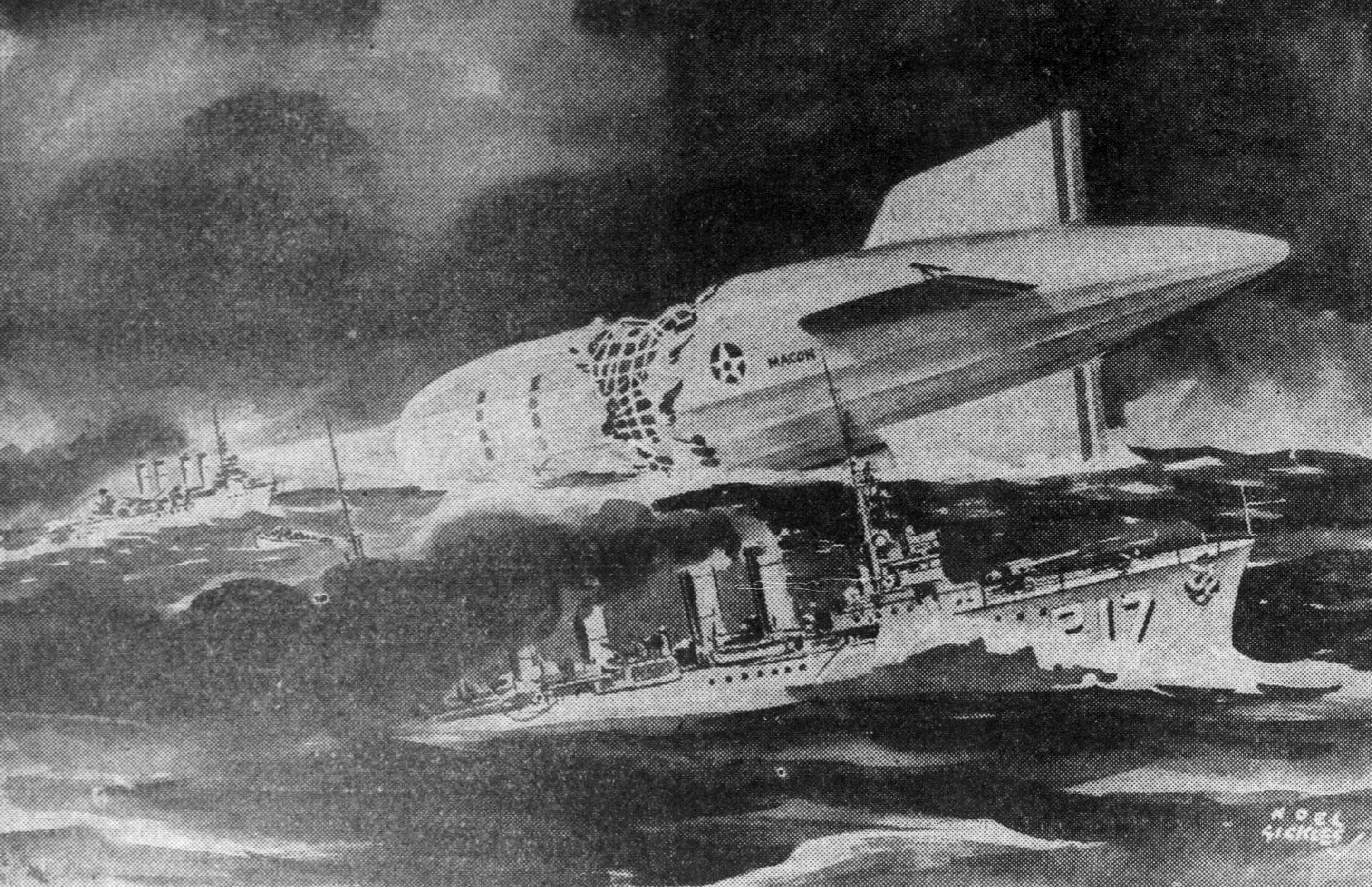
Der Absturz der Macon, künstlerische Darstellung von Noel Sickles für Associated Press (1935)

Das Luftschiff ging am 12. Februar 1935 bei Point Sur an der südkalifornischen Küste verloren. Beobachtet wurde der Unfall von dem Leuchtturmwärter Thomas Henderson.
Das Heck war zu schwach konstruiert. Im ursprünglichen Plan sollten die Heckflossen lang und niedrig sein und an drei Tragringen befestigt werden. Die Navy bestand jedoch darauf, die untere Heckflosse von der Gondel aus zu sehen, worauf Karl Arnstein die Flossen höher plante und verkürzte. Sie waren nur mehr an zwei Ringen befestigt. Bereits während früherer Fahrten kam es zu Brüchen, und Änderungspläne bestanden. Aufgrund des Einwandes der Navy wurde jedoch nur zwischen den Fahrten Verstärkungen eingebaut, während sonst auf das Vermeiden von Gefahrensituationen wie Stürmen vertraut wurde.
Nach einer Flottenübung war das Luftschiff auf dem Heimweg, als es in einen Sturm geriet. Das obere Leitwerk mitsamt Ruder war zum Zeitpunkt des Unfalls noch nicht verstärkt und riss komplett ab. Drei der hinteren Gaszellen wurden dabei beschädigt und verloren ihr Traggas. Dadurch sank die Macon am Heck und ging in den Steigflug. Es wurde befohlen, Ballast abzuwerfen und weitere Gaszellen zu leeren, um das Schiff mittig zu trimmen. Diese Maßnahmen hatten aber keinen Erfolg und das Schiff stieg weiter. Letztlich wurde die Prallhöhe von 850 m (930 m) überschritten, die Höhe, in der der Überdruck in den Gaszellen kritisch wird und die Heliumzellen automatisch über ein Ventil geleert werden.
Das Schiff verharrte jedoch ca. 15 Minuten über dieser Höhe und erreichte 1480 m (1700 m), bevor es anfing zu sinken. Diese von der Besatzung als schrecklich beschriebene Zeit gab ihr jedoch die Gelegenheit, Schwimmwesten anzulegen und Rettungsinseln, die aufgrund des Unfalls des Schwesterschiffes USS Akron vorhanden waren, vorzubereiten, sowie Hilfe zu rufen. 81 der 83 Besatzungsmitglieder überlebten; der Funker und ein Koch, der nicht schwimmen konnte, starben.
Der Absturz der Macon besiegelte das Ende der amerikanischen Starrluftschifffahrt. Das letzte verbliebene Starrluftschiff der USA, ZR-3 USS Los Angeles (gebaut als Zeppelin LZ 126), war bereits eingelagert. Es stieg nie wieder auf und wurde später abgerüstet. Nur Deutschland setzte den Großluftschiffbau noch fort. Die US-amerikanische Marine nutzte jedoch weiterhin Prallluftschiffe. Sie versahen ihren Dienst bis zum Ende des US-Marine-Luftschiffprogramms am 31. August 1962.

## Entdeckung des Wracks
1951 wurde an einem einsamen Strand von Santa Rosa Island (rund 320 km südlich der Absturzstelle) ein etwa drei Meter großes Teil einer Luftschraube der Macon entdeckt. Im Juni 1990 fand eine Expedition des Monterey Bay Aquarium Research Institute (MBARI) unter der Leitung von Chris Grech und der US-Marine das Macon-Wrack einige Meilen südlich von Point Sur und besuchte es mit Tauchrobotern in 450 m Tiefe. Mittlerweile war nicht mehr viel vom zusammengefallenen Gerippe erkennbar. Markant zeigten sich jedoch die Überreste der vier Curtiss F9C Sparrowhawks, die zur Unfallzeit an Bord waren.
Im August 2005 wurde die Absturzstelle mit einem Side-Scan-Sonar untersucht. Ende September 2006 unternahmen Mitarbeiter des MBARI, der National Oceanic and Atmospheric Administration (NOAA) sowie der US-Marine mit dem Forschungsschiff Western Flyer eine weitere Expedition in dieses Gebiet. Dabei wurden diesmal auch hochauflösende Fotos des Wracks aufgenommen.
2010 wurde die Absturzstelle in das National Register of Historic Places aufgenommen.

## Daten
- Roll-out: 21. April 1933
- Länge: 239 m
- Höchstgeschwindigkeit: 140 km/h
- Traggas: Helium
- Volumen: 195.000 m³
- Prallhöhe: 900 Meter
- Leergewicht: 111.000 kg[8]
- Zuladung: 75.000 kg (davon Nutzlast: 39.000 kg)[8]
- Reichweite: 17.000 km[8]
- Antrieb: Acht interne 412 kW-Benzinmotoren (560 PS), die die außen liegenden hölzernen Luftschrauben antrieben. Hersteller der Motoren war Maybach. Die Motoren vom Typ VL2 waren quer zur Flugrichtung eingebaut.[9]
- Luftschrauben: Die Luftschrauben waren nach oben und unten schwenkbar, um Start- und Landevorgang zu erleichtern.
- Ausrüstung: Als speziell mit Fanghaken für die „Landung“ ausgestattete Bord-Flugzeuge kamen vier Doppeldecker des Typs Curtiss F9C Sparrowhawk in den Hangar an Bord. Dazu befindet sich am Luftschiff an der Unterseite eine Öffnung und ein Trapez an einem Gitterarm zum Fangen und Hereinheben eines Flugzeugs.

## Rekorde
Die Schwesterschiffe USS Akron und die USS Macon sind bis heute die größten je gebauten Luftschiffe mit einer Heliumfüllung und belegen Platz 3 und 4 für die größten bisher gebauten Luftschiffe hinter den deutschen Zeppelinen LZ 129 und LZ 130.